# Viktor Dobrovolný
Viktor Dobrovolný (2. března 1909 Havlíčkova Borová – 13. prosince 1987 Praha) byl český sochař, malíř a ilustrátor.

## Život
Narozen 2. března 1909 v Havlíčkově Borové v domku č.p. 73. Sochař a glyptik absolvoval reálku v Praze 1920-24, učil se kreslení písma, ornamentu, pískování a leptání skla v uměleckoprůmyslovém závodě J. Palmeho v Praze 1924-26 a v letech 1927-34 vystudoval Uměleckoprůmyslovou školu v Praze, v sochařském ateliéru profesora Josefa Drahoňovského.
Jeho tvorba i názory byly už od dob studií v Praze silně ovlivněné otcem Filipem Dobrovolným, levicově orientovaným novinářem. Za účast v komunistickém odboji byl v letech 1941-45 vězněn v koncentračních táborech Mauthausenu a Dachau.
V letech 1945-49 byl zaměstnán jako technický redaktor v družstevním nakladatelství Máj. V roce 1950 se stal členem Svazu československých výtvarných umělců. V roce 1984 byl jmenován zasloužilým umělcem.

## Dílo
Jako výtvarník byl Viktor Dobrovolný aktivní již ve 20. letech 20. století, kdy začal kresbami a karikaturami přispívat do týdeníku Kronika, ale také Der Simpl a skautského časopisu Oheň. Čas věnoval také malbě a práci s materiálem, která nakonec v jeho tvorbě převážila. Náměty pro svá získával ze své současnosti, když jimi reagoval na dobu, kterou prožíval, ale také se ohlížel na českou tradici. Hledal nové způsoby vyjádření svých tužeb, pocitů a záměrů a snažil se je skloubit s požadavky objednavatele díla.
Jeho tvorbu lze rozdělit do dvou linií. Jednu tvoří řada portrétů, medailí a pomníkových prací v duchu socialistického realismu vytvořená především na politickou objednávku a druhá zahrnuje plastiky expresivního a alegorického znázornění zachycující půvaby každodenního života, ale také jeho možné dramatické zvraty. V neposlední řadě obsahuje jeho tvorba četné postavy žen jako symbolů života. Vystavoval v galeriích a uměleckých domech nejvíce v Praze, ale také v Liberci, Chebu aj. Jeho díla jsou zastoupena v Národní galerii v Praze, Galerii hlavního města v Praze, Oblastní galerii v Liberci a také v Památníku Terezín.
Je autorem zaniklého pomníku Antonína Zápotockého (původně umístěn v Kladně), jehož kopie stojí v Zákolanech.

## Další informace
Viktor Dobrovolný jel také několikrát na studijní cesty: 1947 Anglie – Londýn, Francie – Paříž; 1950 Polsko a 1953 SSSR.

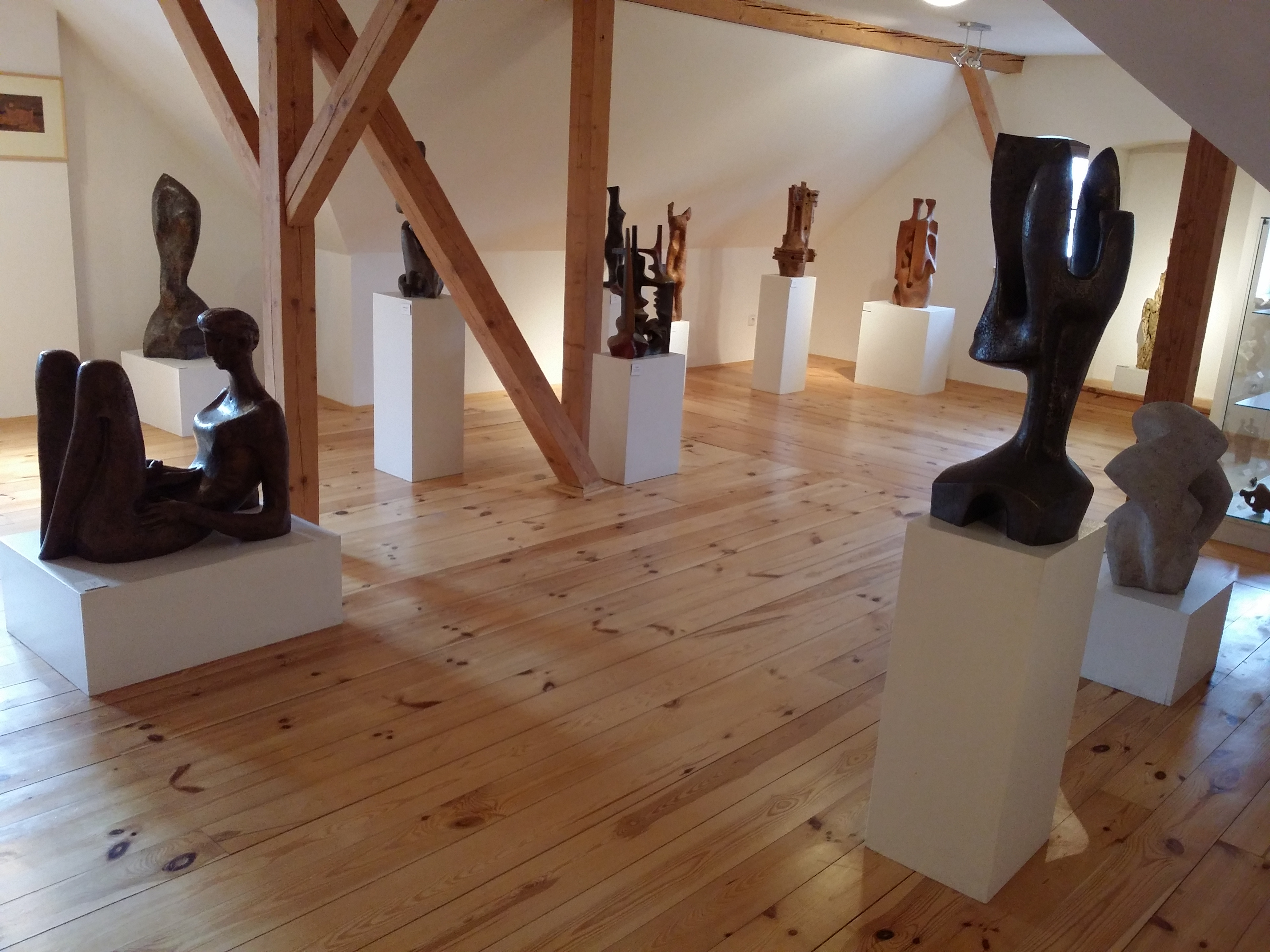
V. Dobrovolný - expozice v rodišti umělce v Havlíčkově Borové

Vybraná díla z jeho tvorby jsou vystavena v Havlíčkově Borové, obec je získala v roce 1994 darem od paní Květeny Dobrovolné (sňatek s V. Dobrovolným r. 1935), jež tak splnila přání jejího muže.